# Concilio de Hatfield
El Concilio de Hatfield (en latín: Concilium Hatfeldiensis) fue un concilio cristiano celebrado en el año 680 en la ciudad inglesa de Hatfield, para decidir la opinión de la rama británica de la ortodoxia de la Iglesia sobre el monotelismo.

## El Concilio
El papa Agatón fue representado por Juan de San Pedro, fraile junto a Benito Biscop en la abadía de Wearmouth-Jarrow. El arzobispo de Canterbury Teodoro de Tarso dirigió el concilio para rechazar el monoteletismo a favor de una visión ortodoxa cristológica de que Jesús tiene dos voluntades distintas, correspondientes a sus dos naturalezas (humana y divina). El consejo de Hatfield también incluyó la cláusula Filioque en el Símbolo Niceno-Constantinopolitano.